# West of Eden

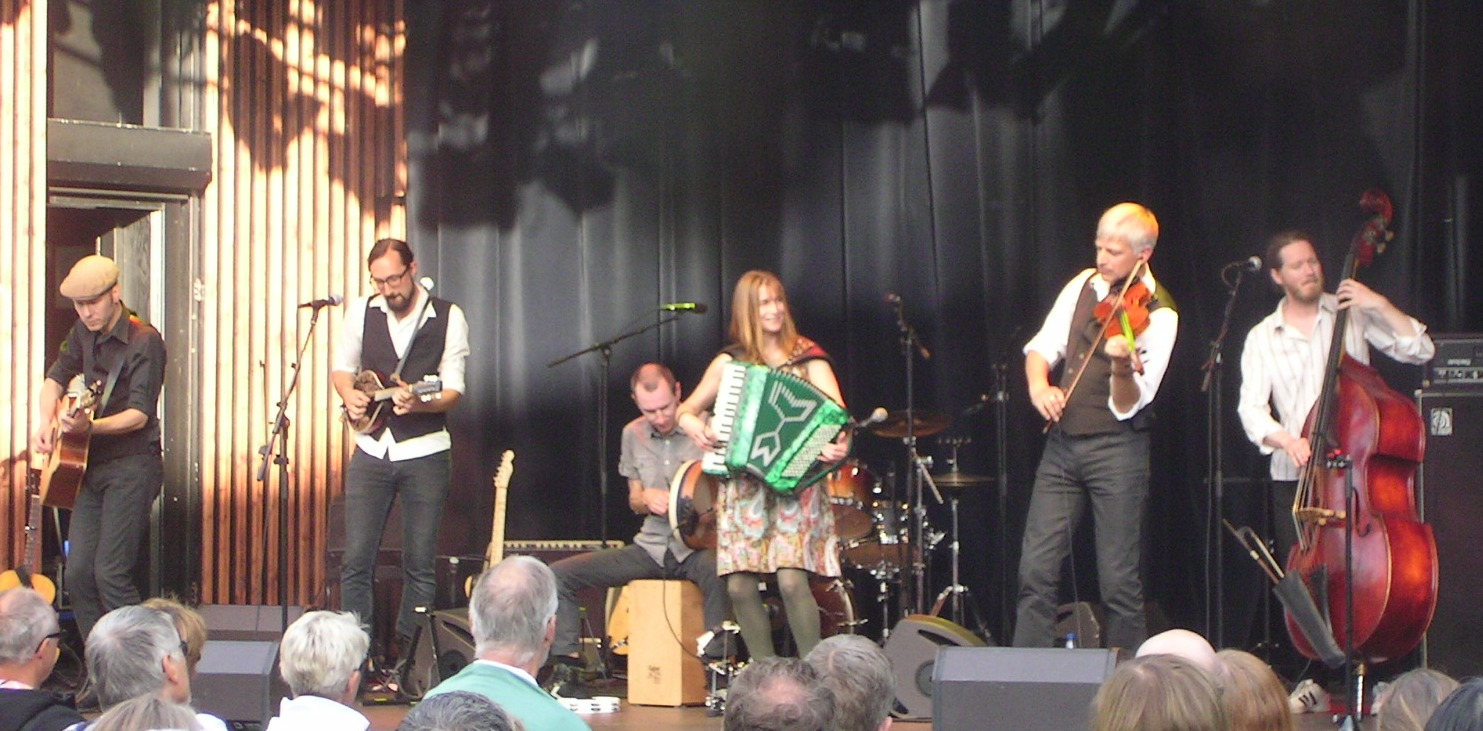
West of Eden in 2013

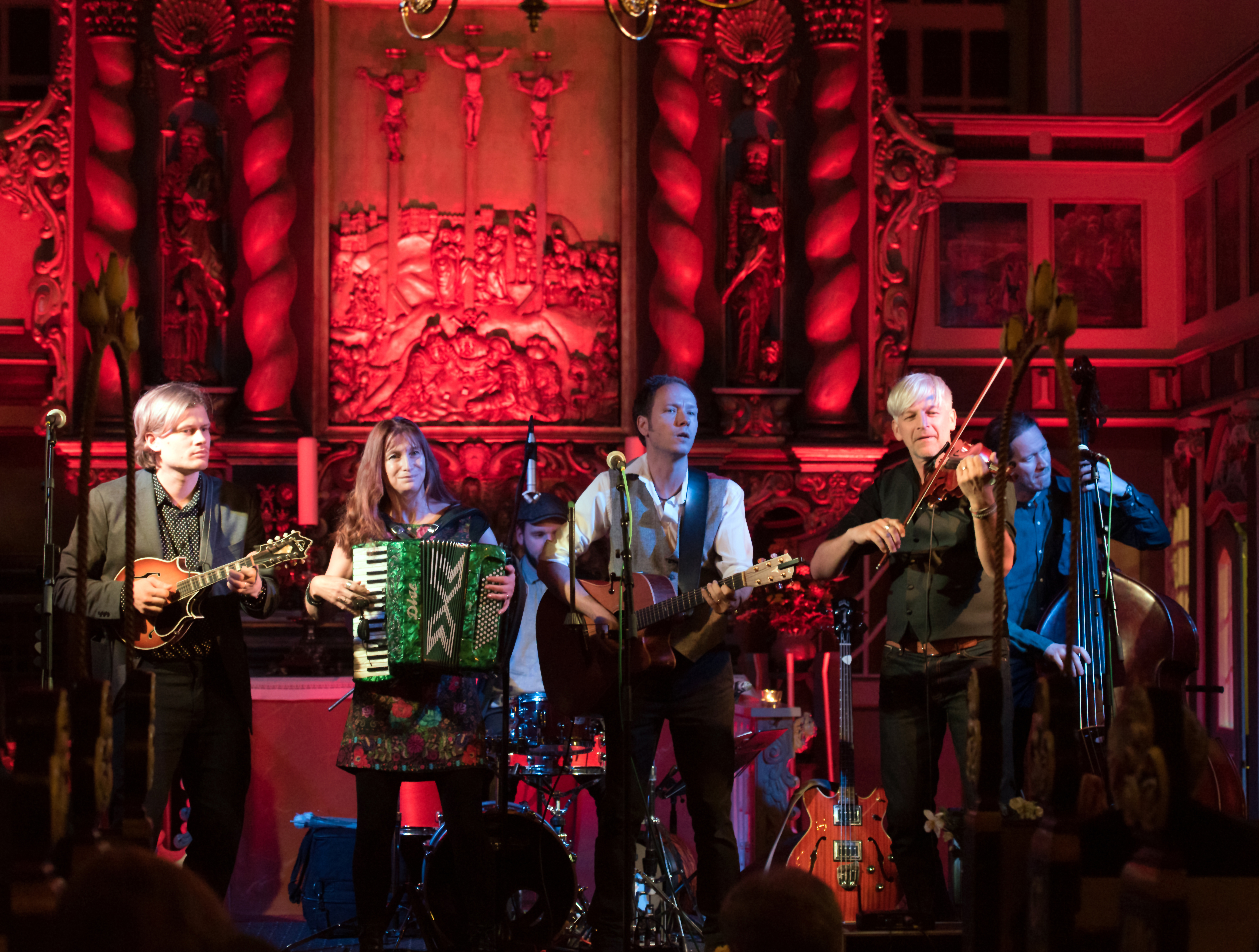
West of Eden bij ″Lottes Musiknacht″ in 2017

West of Eden is een folkrockband uit Göteborg, Zweden.
De band werd in 1995 opgericht door de echtgenoten Jenny en Martin Schaub nadat ze terugkeerden van een reis naar Dublin, waar ze verliefd werden op Keltische volksmuziek. Zij zijn de leadzangers en de belangrijkste songwriters. Martin bespeelt ook meerdere instrumenten, produceert de albums en arrangeert en dirigeert strijkers- en koperblazers. De band heeft tot nu toe twaalf studioalbums uitgebracht. Hun repertoire bestaat voornamelijk uit originele liedjes met invloeden uit de Ierse en Schotse volksmuziek. Het geluid wordt gekenmerkt door overwegend akoestische instrumenten als viool, accordeon en fluit. Na aanvankelijk meer op pop georiënteerd te zijn, vallen ze nu onder het genre folkrock. Naast Zweden toerden ze door Ierland, België, Nederland en China.
Alle teksten zijn in het Engels, met uitzondering van de nummers op het album Taube uit 2021, deze is in het Zweeds gezongen. Het album bevat interpretaties van liedjes die geschreven zijn door Evert Taube (1890 – 1976), een legende in Zweden en net als de band afkomstig uit Göteborg.
Door de jaren heen zijn er veel "Guests of Eden" op de albums verschenen. Bekende namen zijn (alfabetisch) Ron Block, Duncan Chisholm, Steph Geremia, Jarlath Henderson, Filip Jers, Christian Kjellvander, John McCusker, Michael McGoldrick, Damien O'Kane, Kate Rusby, Heidi Talbot, maar ook de voormalige of toekomstige bandleden David Ekh, Øyvind Eriksen en Pär Öjerot waren te gast.

## Huidige bandleden
- Jenny Schaub: lead- en achtergrondzang, accordeon en tinwhistle
- Martin Schaub: lead- en achtergrondzang, akoestische gitaren, tenorgitaar, dobro, mandoline, bouzouki, cittern, keyboard, hammondorgel, rhodes, celesta, piano, pomporgel, accordeon en klokkenspel
- Ola Karlevo: drums en percussie, cajón, bodhrán en achtergrondzang (sinds het begin)
- Lars Broman: viool, altviool en achtergrondzang (sinds 2009)
- Martin Deubler Holmlund: contrabas, basgitaar en achtergrondzang (sinds 2013)
- Henning Sernhede: elektrische en akoestische gitaren en mandoline (sinds 2016)

## Voormalige bandleden
- Lars Borg: bas
- Lars Broman: viool, altviool, akoestische gitaar, backing vocals
- Lars Dahlström: bas
- Tobias Edvardson: viool, altviool, achtergrondzang
- David Ekh: elektrische en akoestische gitaren, dobro, e-bow, klassieke gitaar
- Øyvind Eriksen: bas
- Kenneth Holmström: bas
- Pär Öjerot: akoestische gitaar, mandoline, octaafmandoline, backing vocals
- Martin Rydman: gitaar, twaalfsnarige gitaar

### Studio-albums
- West of Eden (1997)
- Rollercoaster (2001)
- A Stupid Thing to Do (2003)
- Four (2006)
- The West of Eden Travelogue (2009)
- Safe Crossing (2012)
- Songs from Twisting River (2014)
- Look to the West (2016)
- Another Celtic Christmas (2016)
- Flat Earth Society (2019)
- Taube (2021)
- Next Stop Christmas (2022)
- Whitechapel (2024)

### Live-opname
- A Celtic Christmas, met Róisín Dempsey, Haga motettkör en Valentina Lorenz Cammans (2009)

### Verzamelalbum
- No Time Like The Past (2017)

### Ep's
- The Kiss Tribute (2002)
- Cabin Songs (2020)

### Singles
- High Ground, afkomstig van West of Eden (1997)
- The One, afkomstig van Rollercoaster (2001)
- (I Still Remember) How to Forget, afkomstig van Rollercoaster (2001)
- Finders Keepers (afkomstig van A Stupid Thing to Do, 2003)
- And The Snow Fell (2007)
- Glenntown (2015)
- Old Miss Partridge (met Heidi Talbot & Damien O'Kane), afkomstig van Flat Earth Society (2019)
- Silly Old Beggars (2020)
- Everywhere (cover van Fleetwood Mac), afkomstig van Cabin Songs (2020)
- Så skimrande var aldrig havet, afkomstig van Taube (2021)
- Så länge skutan kan gå, afkomstig van Taube (2021)
- Mudlarking, afkomstig van Whitechapel (2024)
- Catch Me When You Can, Mr. Lusk, afkomstig van Whitechapel (2024)
- The Ten Bells, afkomstig van Whitechapel (2024)

### Jenny & Martin Schaub studio-album
- Kite High (2004)

### Martin Schaub studio-album
- Leaving the Circus (2008)

### Ep Martin Schaub
- Pop City (2021)

## Jenny & Martin Schaub-musical
In 2021 vierde Göteborg zijn 400ste verjaardag. Martin en Jenny Schaub creëerden een musical, Silverhjärtats hemlighet genaamd ("Het geheim van het zilveren hart"), die de geschiedenis van de stad weergeeft en zich afspeelt in drie tijdperken: de 16e eeuw, 1916 en het heden.